# Сидоренко, Иван Михайлович
Иван Михайлович Сидоренко (12 сентября 1919, д. Чанцово, Смоленская губерния — 19 февраля 1994, Кизляр) — советский снайпер, уничтоживший во время Великой Отечественной войны около 500 солдат и офицеров противника. Герой Советского Союза.

## Биография
Родился 12 сентября 1919 года в деревне Чанцово (ныне — Глинковского района Смоленской области) в семье крестьянина-бедняка. Член ВКП(б)/КПСС с июня 1943 года. В 1920-х годах вместе с семьёй переехал в Донбасс, где учился в начальной школе. С 1932 года жил в городе Липецке, где окончил 10 классов. В 1938 году поступил в Пензенское художественное училище. Но со второго курса его призвали в армию и направили в военное училище.
В Красной Армии с 1939 года. В 1941 году окончил Симферопольское военное пехотное училище.

### Великая Отечественная война
Участник Великой Отечественной войны с ноября 1941 года. Воевал в составе 4-й ударной армии Калининского фронта. Был миномётчиком. В зимнем контрнаступлении 1942 года миномётная рота лейтенанта Сидоренко прошла с боями с Осташковского плацдарма до города Велижа Смоленской области. Здесь Иван Сидоренко стал снайпером. В боях с немецкими войсками был трижды тяжело ранен, однако каждый раз возвращался в строй.
Помощник начальника штаба 1122-го стрелкового полка (334-я стрелковая дивизия, 4-я ударная армия, 1-й Прибалтийский фронт) капитан Иван Сидоренко отличился как организатор снайперского движения. К 1944 году уничтожил из снайперской винтовки около 500 гитлеровцев.
Иван Сидоренко подготовил для фронта более 250 снайперов, большинство из которых были награждены орденами и медалями.
Указом Президиума Верховного Совета СССР от 4 июня 1944 года «за образцовое выполнение боевых заданий командования на фронте борьбы с немецко-фашистскими захватчиками и проявленные при этом мужество и героизм» капитану Сидоренко Ивану Михайловичу присвоено звание Героя Советского Союза с вручением ордена Ленина и медали «Золотая Звезда» (№ 3688).
Боевой путь И. М. Сидоренко закончил в Эстонии. В конце 1944 года командование направило его на подготовительные курсы военной академии. Но учиться ему не пришлось: открылись старые раны, и Ивану Сидоренко пришлось надолго лечь в госпиталь.

### После войны
С 1946 года майор И. М. Сидоренко — в запасе. Жил в городе Коркино Челябинской области. Работал горным мастером на шахте. Затем работал в различных городах Советского Союза. С 1974 года жил в городе Кизляр (Дагестан), где скончался 19 февраля 1994 года.

## Награды
- Медаль «Золотая Звезда» Героя Советского Союза (№ 3688);
- орден Ленина;
- орден Отечественной войны 1 степени;
- орден Красной Звезды;
- медали.